# Ophiobyrsidae
Famille
Les Ophiobyrsidae sont une famille d'ophiures de l'ordre des Ophiacanthida.

## Liste des genres
Selon World Register of Marine Species (26 février 2019) :
- genre Ophiobyrsa Lyman, 1878 -- 7 espèces
- genre Ophiobyrsella Verrill, 1899 -- 2 espèces
- genre Ophiophrixus H.L. Clark, 1911 -- 4 espèces
- genre Ophiosmilax Matsumoto, 1915 -- 1 espèce

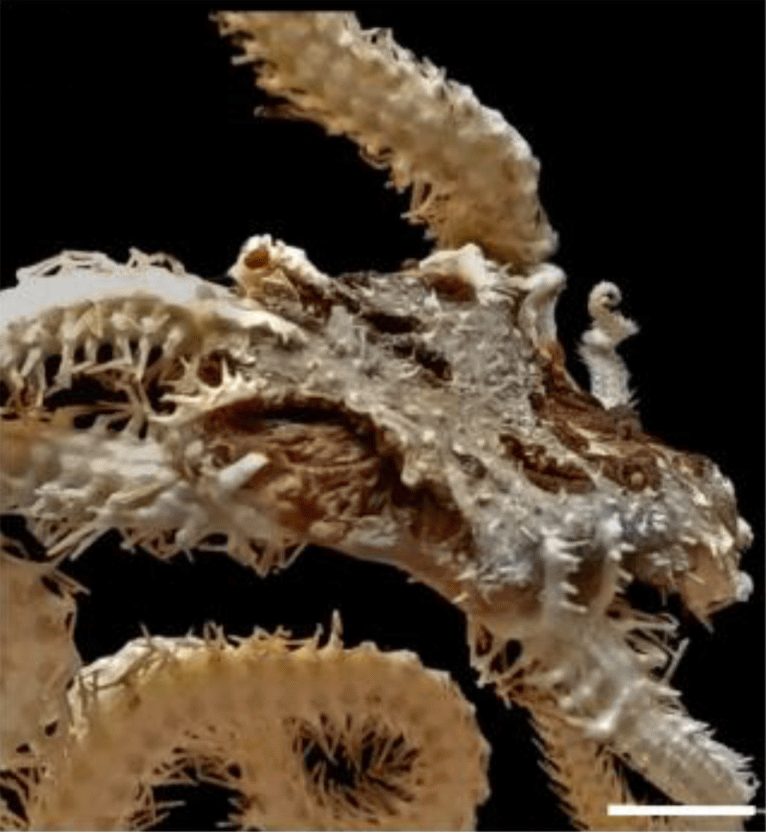
Ophiophrixus spinosus